# 9135 Lacaille
9135 Lacaille este o planetă minoră (asteroid) din centura de asteroizi. A fost descoperită pe 17 octombrie 1960 la Observatorul Palomar de Cornelis Johannes van Houten și a fost numită după Nicolas Louis de Lacaille. 
Obiectul prezintă o orbită caracterizată de o semiaxă mare de 2,3100428 UAi, o excentricitate de 0,13, o înclinație de 6,45874 ° în raport cu ecliptica.